# Anti-Flag
Gli Anti-Flag sono stati un gruppo musicale punk statunitense, fondato da Justin Sane e Pat Thetic a Pittsburgh, in Pennsylvania nel 1988. La sorella di Justin, Lucy Fester, e altri chitarristi e bassisti continuarono ad entrare ed uscire dal gruppo, che si sciolse dopo aver suonato un solo spettacolo dal vivo, per poi essere riformato nel 1993.
Il gruppo si è sciolto definitivamente nel luglio 2023 in seguito ad accuse di molestia sessuale avanzate nei confronti del frontman Justin Sane.

## Storia del gruppo

### Gli inizi
Nel 1988 Pat Thetic e Justin Sane decidono di fondare una band, nonostante le loro scarse capacità musicali: suonano rispettivamente batteria e chitarra, con la sorella di Justin, Lucy Fester, alla voce.
Subito dopo molte persone si succedono nei ruoli di bassista e secondo chitarrista, nel 1989 dopo un breve periodo senza nome, il gruppo viene battezzato Anti-Flag.
Il nome è preso dall'ambiente punk di Pittsburgh, ambiente dove si inneggia "libertà, non fascismo".

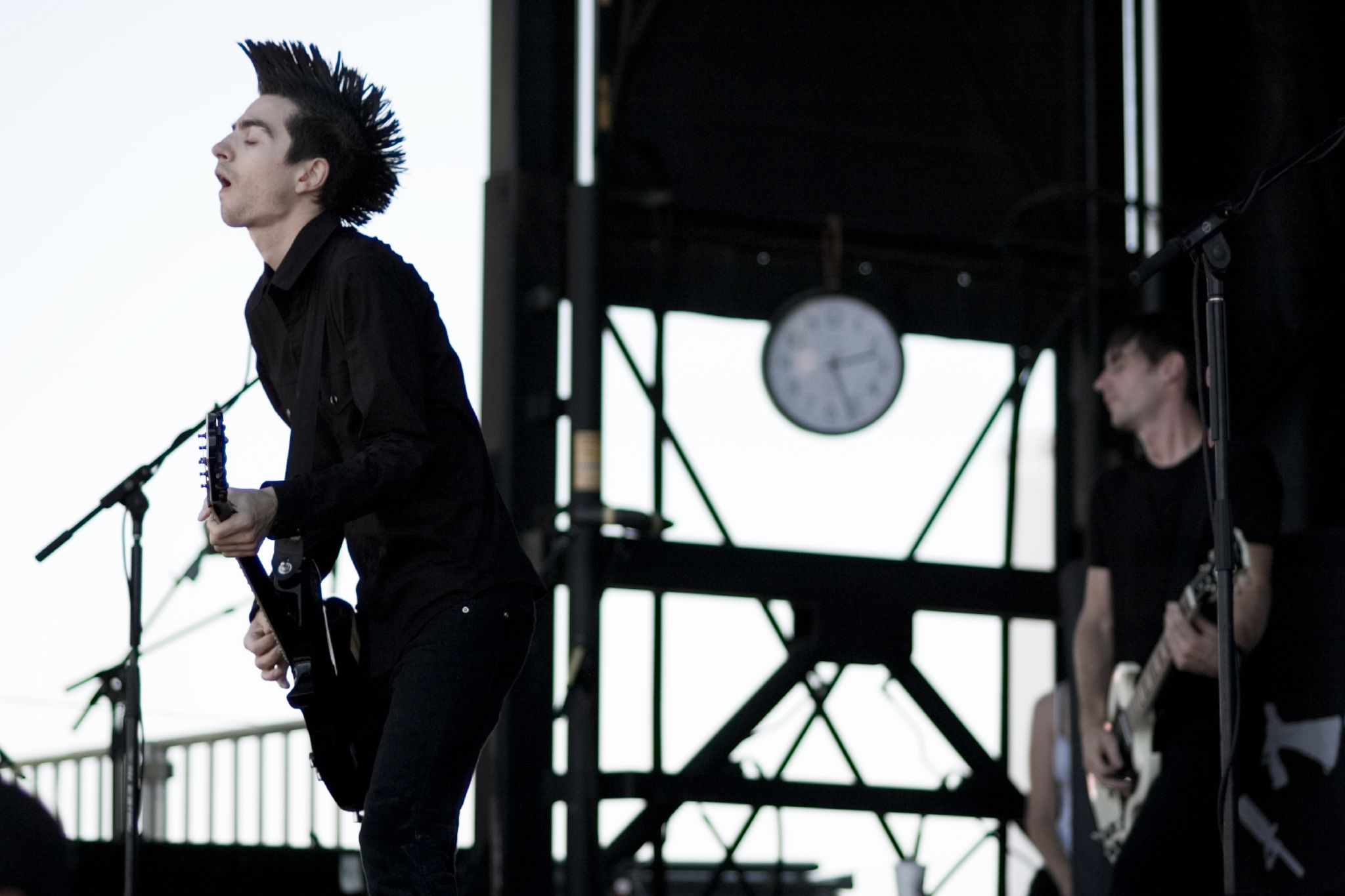
Il frontman Justin Sane

Dopo solo uno show in una chiesa, il gruppo si scioglie: Pat e Justin continuano la loro esperienza in altri gruppi, fino al 1992, quando si recano a San Francisco per conoscere meglio la scena punk della città, molto attiva anche in quel periodo. Al ritorno a Pittsburgh, nel 1993 decidono di formare un nuovo gruppo, iniziano le ricerche per un bassista che viene trovato poco dopo, Andy Flag, un ragazzo che Justin già conosceva.
Così iniziano le prove e dopo circa due mesi vengono invitati a suonare in un programma radio.
La nuova band ancora non ha un nome, decidono così di riutilizzare Anti-Flag.
Nello stesso anno la band registra un demo di 17 canzoni, l'anno successivo registrano uno split con i Bad Genes e un EP, Kill Kill Kill, entrambi per la Self-Serve Records.
Intanto il gruppo cerca di suonare e fare più live possibili, ma non avendo un proprio mezzo di trasporto devono rimanere nella loro zona, non hanno molte conoscenze o contatti e non hanno neanche molti soldi.
Nel 1995 la band riesce comunque a registrare dei brani dal vivo che pubblica come musicassetta intitolata Rotate, inoltre lo stesso anno pubblicano uno split con i God Squad.
La band riesce ad organizzare, anche con l'aiuto di altre band, un tour americano con qualche tappa canadese, pare chiaro, però, che Andy e Justin non vanno d'accordo, arrivando parecchie volte anche alle mani, questo porta Andy ad abbandonare gli Anti-Flag nel 1996.

### Die for the GovernmenteA New Kind of Army
Nel 1996 esce il primo full-length, Die for the Government che contiene brani vecchi della band o split, tutti registrati con Andy, l'album esce per la New Red Archives di Nicky Garrat degli U.K. Subs, una punk band storica.
Per un concerto a Pittsburgh, con la band suona Chris Head al basso; a Pat e Justin, Chris piace molto e lo vogliono nel gruppo, Chris, però, è un chitarrista, e decidono di metterlo alla seconda chitarra, continuando le ricerche per un nuovo bassista, viene trovata Jamie Cook.
Con la nuova formazione gli Anti-Flag, nel 1997, partono in tour insieme agli U.K. Subs, dopo il gruppo registra tre split: uno con i Dread, uno con gli Against All Authority e uno con gli Obnoxious.
A questo punto il gruppo crea una propria casa discografica, la A-F Records, che produce anche un altro album, Their System Doesn't Work for You, oltre agli altri lavori della band. La casa è stata creata anche per aiutare band che gli Anti-Flag ammirano, producendo la loro musica.
Jamie a questo punto decide di abbandonare il gruppo perché era difficile per lei andare dal Canada a Pittsbourgh, così viene sostituita da Chris#2 (vero nome Christopher Barker, chiamato così per distinguerlo dall'altro Chris), un ragazzo con il quale il gruppo inizia a registrare nuovi brani, nel 1998.
Le registrazioni escono nel 1999 nell'album A New Kind of Army.

### Underground Network,Mobilize,The Terror State
Nel 2000 partecipano per la seconda volta al Vans Warped Tour e successivamente firmano con la Fat Wreck Chords, etichetta del frontman dei NOFX Fat Mike, una casa discografica molto famosa per questo genere. La band continua il lavoro in studio e registra e pubblica Underground Network, che esce nell'aprile del 2001.
Il gruppo dimostra il suo impegno sociale promuovendo una campagna con i Rage Against the Machine, a favore di un uomo di colore condannato a morte, anche se con scarse prove, per avere ucciso un poliziotto.
La band però ha dei problemi riguardanti il nome e le loro idee, a causa del patriottismo crescente dovuto agli attacchi kamikaze dell'undici settembre al World Trade Center di New York, la band viene bersagliata dalle critiche, specialmente quando, all'apertura di ogni concerto, ammaina la bandiera americana.
In seguito alla guerra lanciata dagli Stati Uniti all'Afghanistan, il gruppo e i loro collaboratori organizzano un tour, chiamato "Mobilize For Peace", a cui parteciperanno anche gruppi come Against All Authority e Thrice, il tour parte nel 2002, pochi giorni prima dell'uscita di un altro full-length, Mobilize, il tour è un grande successo e registra quasi ovunque il tutto esaurito.
Verso la fine di aprile, la band parte per la prima volta per un tour europeo e parteciperà nuovamente al Warped Tour.
Nel 2003 pubblicano The Terror State. Album ancora di forti sonorità Hardcore punk i cui testi si focalizzano sulla critica al governo Bush.
Contiene i singoli "Turncoat" e "Death Of A Nation".

### For Blood and EmpireeThe Bright Lights of America
Dopo il tour europeo e il Warped nel 2005 il gruppo firma per la RCA, una major, che pubblica nel 2006 For Blood and Empire.
In questo album sono presenti famosi brani del gruppo come "This Is the End (For You My Friend)", "The Press Corpse", "1 Trillion Dollar$" e "Cities Burn".
Lo stesso anno, inoltre il gruppo prende parte al tour mondiale del Taste of Chaos, compresa la tappa italiana di Bologna.
La scelta della band di firmare con un'etichetta major è stata molto criticata dal pubblico, seppur la band si sia sempre difesa affermando che è grazie ai soldi di quell'etichetta che hanno potuto dar vita a molte associazioni no-profit.

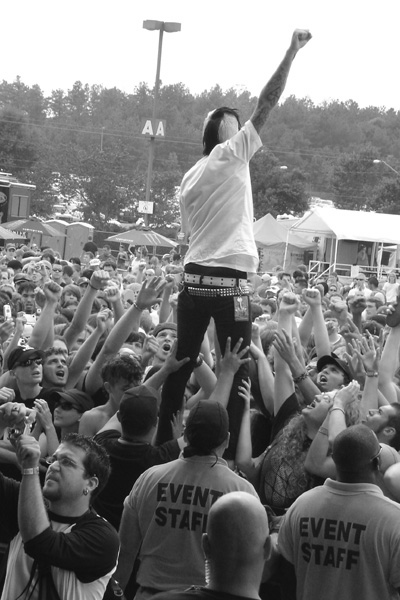
Il bassista Chris

Due anni dopo, nel 2008, pubblicano sempre per la major RCA l'album The Bright Lights of America, avente sonorità molto diverse dai precedenti lavori, più Punk rock e in cui sono presenti più cori e voci "pulite", molto lontano dal sound Hardcore punk degli inizi.

### The People or the Gun
Dal 30 settembre 2008 Chris#2 iniziò a pubblicare post nel suo blog dicendo che la band era già al lavoro per il loro settimo album in studio.
Il 31 marzo 2009 la band ha annunciato che il loro nuovo CD, intitolato The People or the Gun, sarebbe stato pubblicato il 9 giugno 2009 per l'etichetta indipendente SideOneDummy.
Nel settembre del 2009 gli Anti-Flag avrebbero dovuto suonare uno show durante una manifestazione di protesta contro un G20 nella loro città natale Pittsburgh, ma venne tutto annullato per evitare ulteriori problemi d'ordine pubblico. I componenti della band presero lo stesso parte alla protesta personalmente.
Nel gennaio 2010 iniziò un lungo tour che toccò, oltre all'America, più volte anche l'Europa.

## Attivismo e proteste
Gli Anti-Flag sono noti, al di là della scena musicale, anche per il loro attivismo e le loro opere di sensibilizzazione per i problemi ambientali e animali. Hanno inoltre partecipato a varie proteste, due delle quali in supporto ai Rage Against the Machine. Parteciparono alle dimostrazioni di Occupy Wall Street nella città di New York, l'8 ottobre 2011.
Supportano inoltre regolarmente varie organizzazioni politiche ed ecologiste come Democracy Now!, Useless, PETA, Amnesty International e Greenpeace.
Una delle loro canzoni anti-imperialiste più celebri, Die For Your Government, è stata cantata da un gruppo di manifestanti che si opponevano alla guerra in Iraq e che erano riusciti, anche se solo per poco tempo, a bloccare la strada ad alcune truppe statunitensi nell'agosto 2010. Gli Anti-Flag sono anche apparsi nel film documentario Sounds Like a Revolution, incentrato sulle nuove forme musicali di protesta in America.

## Formazione

### Ultima formazione
- Justin Sane – chitarra, voce (1988-1989, 1992-2023)
- Chris Head – chitarra (1997-2023)
- Chris Barker, detto "Chris numero 2" – basso, voce (1999-2023)
- Pat Thetic – batteria (1988-1989, 1992-2023)

### Ex componenti
- Lucy Fester – voce (1988-1989)
- Andy Flag (Andy Wright) – basso, voce (1993-1996)
- Jamie Cock – basso, voce (1997-1999)

## Discografia

### Album in studio
- 1996 – Die for the Government (New Red Archives)
- 1999 – A New Kind of Army (Go-Kart Records/A-F Records)
- 2001 – Underground Network (Fat Wreck Chords)
- 2002 – Mobilize (A-F Records)
- 2003 – The Terror State (Fat Wreck Chords)
- 2006 – For Blood and Empire (RCA Records)
- 2008 – The Bright Lights of America (RCA Records)
- 2009 – The People or the Gun (SideOneDummy Records)
- 2012 – The General Strike (SideOneDummy Records)
- 2015 – American Spring
- 2017 – American Fall
- 2020 – 20/20 Vision
- 2023 – Lies They Tell Our Children

### Raccolte
- 1998 – Their System Doesn't Work for You (A-F Records)

### EP
- 1995 – Kill Kill Kill, (Ripe Records)
- 2007 – A Benefit for Victims of Violent Crime, (A-F Records)
- 2009 – Which Side Are You On? E.P.

### EP dal vivo
- 2000 – Live at the Fireside Bowl (Liberation Records)

### Split
- 1993 – Rock'n with Father Mike (con The Bad Genes)
- 1996 – Reject (con gli Against All Authority) (A-F Records)
- 1996 – God Squad/Anti-Flag (con i God Squad)
- 1997 – I'd Rather Be in Japan (con gli Obnoxious) (NAT Records)
- 1998 – The Dread/Anti-Flag (con The Dread) (SixWeeks Records)
- 1998 – North America Sucks!! (con i d.b.s.) (Nefer Records)
- 2002 – BYO Split Series, Vol. 4 (con i Bouncing Souls) (BYO Records)
- 2009 – Rise Against/Anti-Flag (con i Rise Against) (DGC Records)

### Apparizioni in compilation
- 2000 – World Warped III Live, con New Kind of Army
- 2001 – Warped Tour 2001 Tour Compilation, con Zapatista, Don't Give Up
- 2004 – Warped Tour 2004 Tour Compilation, con Rank-N-File
- 2006 – Warped Tour 2006 Tour Compilation, con No Future
- 2009 – Warped Tour 2009 Tour Compilation, con Sodom, Gomorrah, Washington D.C. (Sheep in Shepherds Clothing)

## Videografia

### Album video
DVD
- 2004 – Death of a Nation